# Hannah
Hannah Tan（ハンナ タン、1981年10月25日 - ）、マレーシアのシンガーソングライター、女優。本名はハンナ・タン（Hannah Tan（陳））。日本ではHannahの名前で活動している。
2010年に来日し、2010年9月3日にFillmore RECORDSよりデビューシングルである「No More Game」をリリースする。
華僑とケラビット族のハーフである。